# Sphaenognathus munchowae
Sphaenognathus munchowae is een keversoort uit de familie vliegende herten (Lucanidae). De wetenschappelijke naam van de soort is voor het eerst geldig gepubliceerd in 2004 door Moore & Monteith.